# Rudolf Swoboda (Maler, 1859)

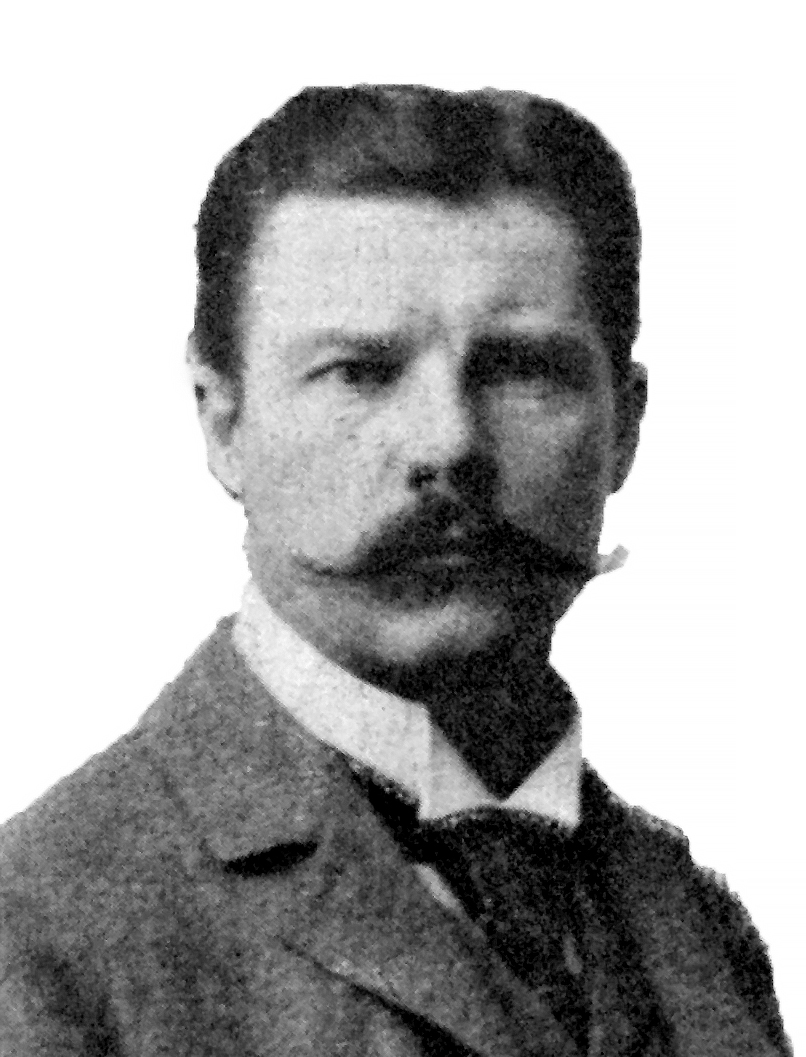
Rudolf Swoboda der Jüngere (o. J.)

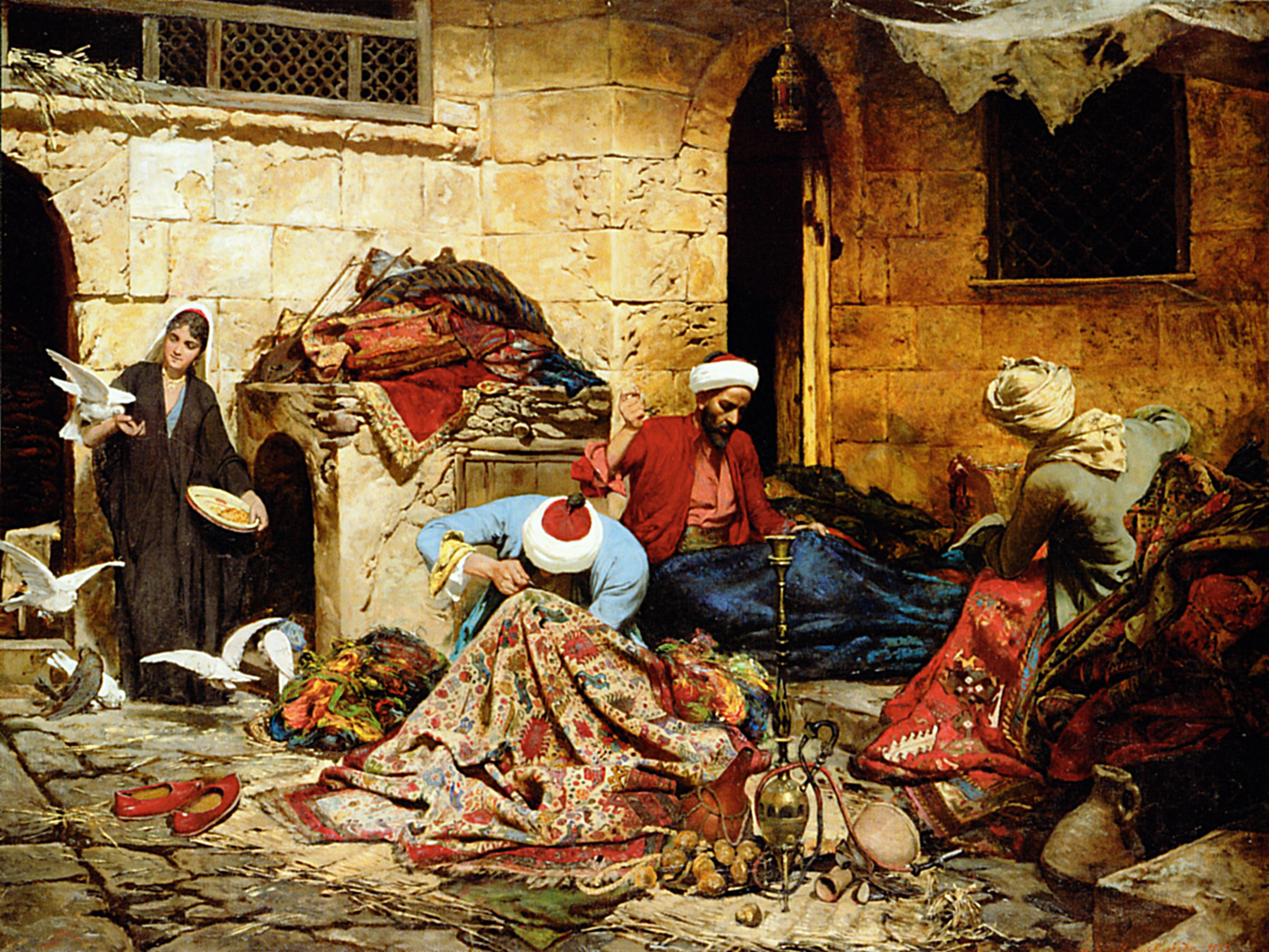
Carpet-menders, Rudolf Swoboda

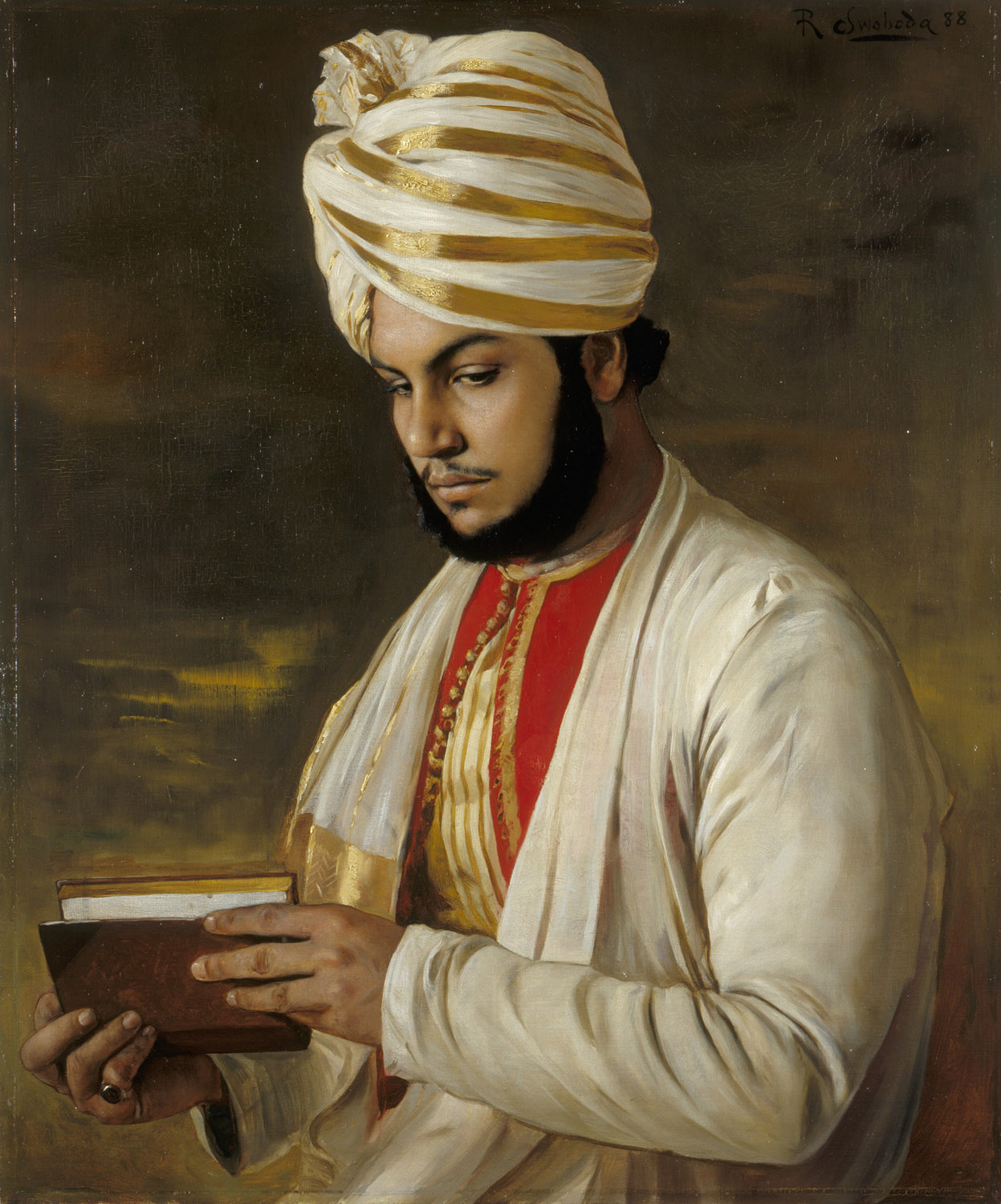
Munshi, Rudolf Swoboda

Rudolf Swoboda der Jüngere (* 4. Oktober 1859 in Wien; † 26. Januar 1914 ebenda) war ein österreichischer Maler des Orientalismus.

## Biografie
Rudolf Swoboda war der Sohn des Porträtmalers Eduard Swoboda (1814–1902) und der Neffe des Landschafts- und Tiermalers Rudolf Swoboda (1819–1859). Seine Schwester war die Porträtmalerin Josefine Swoboda (1861–1924). Ersten Unterricht erhielt er ab 1875 an der Kunstgewerbeschule bei Ermenegildo Donadini und Ferdinand Laufberger. Ab 1878 studierte er an der Akademie unter seinem Onkel Leopold Carl Müller (1834–1892), mit dem er 1879 nach Ägypten reiste. Ab 1879 absolvierte er auch seinen Dienst als Einjährig-Freiwilliger und blieb dann, unterbrochen von weiteren Ägyptenreisen, bis 1884 an der Akademie.
1885 ging er nach London, wo er auf Vermittlung durch Heinrich von Angeli Hofmaler der britischen Queen Victoria wurde. 1886 beauftragte Queen Victoria Swoboda, indische Handwerker zu malen, welche im Zuge der Vorbereitungen für das goldene Thronjubiläum nach Windsor gebracht worden waren. Victoria war mit den Bildern so zufrieden, dass sie Swoboda eine Reise nach Indien finanzierte, um dort noch mehr Inder zu malen. Swoboda malte dort die normale indische Bevölkerung, meist in Gruppen auf kleinen, nicht mehr als acht Zoll hohen Gemälden.
In Indien verbrachte er einige Zeit mit John Lockwood Kipling und lernte dort auch dessen Sohn Rudyard Kipling kennen. Der junge Kipling war unbeeindruckt von Swoboda, an einen Freund schrieb er von zwei „verrückten Österreichern“, die dachten, sie wären „allmächtige“ Künstler, mit dem Ziel, „dem ganzen erleuchteten Osten gerecht zu werden“.
Nach seiner Rückkehr aus Indien malte er 1888 und 1889 zwei Porträts von Abdul Karim, dem Munshi, Königin Victorias bevorzugtem indischen Diener. Die meisten Bilder der Indienreise hängen in Osborne House, Victorias Residenz auf der Isle of Wight.
Er wurde am Wiener Zentralfriedhof bestattet.